# NGC 5285
NGC 5285 ist eine 14,2 mag helle Elliptische Galaxie vom Hubble-Typ E im Sternbild Jungfrau und etwa 966 Millionen Lichtjahre von der Milchstraße entfernt.
Sie wurde am 29. April 1881 von Édouard Stephan entdeckt.